# 町屋二丁目停留場
町屋二丁目停留場（まちやにちょうめていりゅうじょう）は、東京都荒川区荒川六丁目にある東京都交通局都電荒川線（東京さくらトラム）の停留場である。駅番号はSA 07。

## 歴史
- 1913年（大正2年）4月1日：王子電気軌道三ノ輪（現・三ノ輪橋） - 飛鳥山下（現・梶原）間開業時に町屋停留場として開業。
- 1942年（昭和17年）2月1日：王子電気軌道の東京市への事業譲渡により、東京市電（現・東京都電車）三河島線（現・荒川線）の停留場となる。この頃町屋二丁目停留場に改称。

## 停留場構造
相対式ホーム2面2線を有する地上駅。二つのホームはやや離れている。
| 乗車ホーム | 路線                            | 方向 | 行先         |
| ---------- | ------------------------------- | ---- | ------------ |
| 北側       | 都電荒川線 （東京さくらトラム） | 上り | 三ノ輪橋方面 |
| 南側       | 都電荒川線 （東京さくらトラム） | 下り | 早稲田方面   |

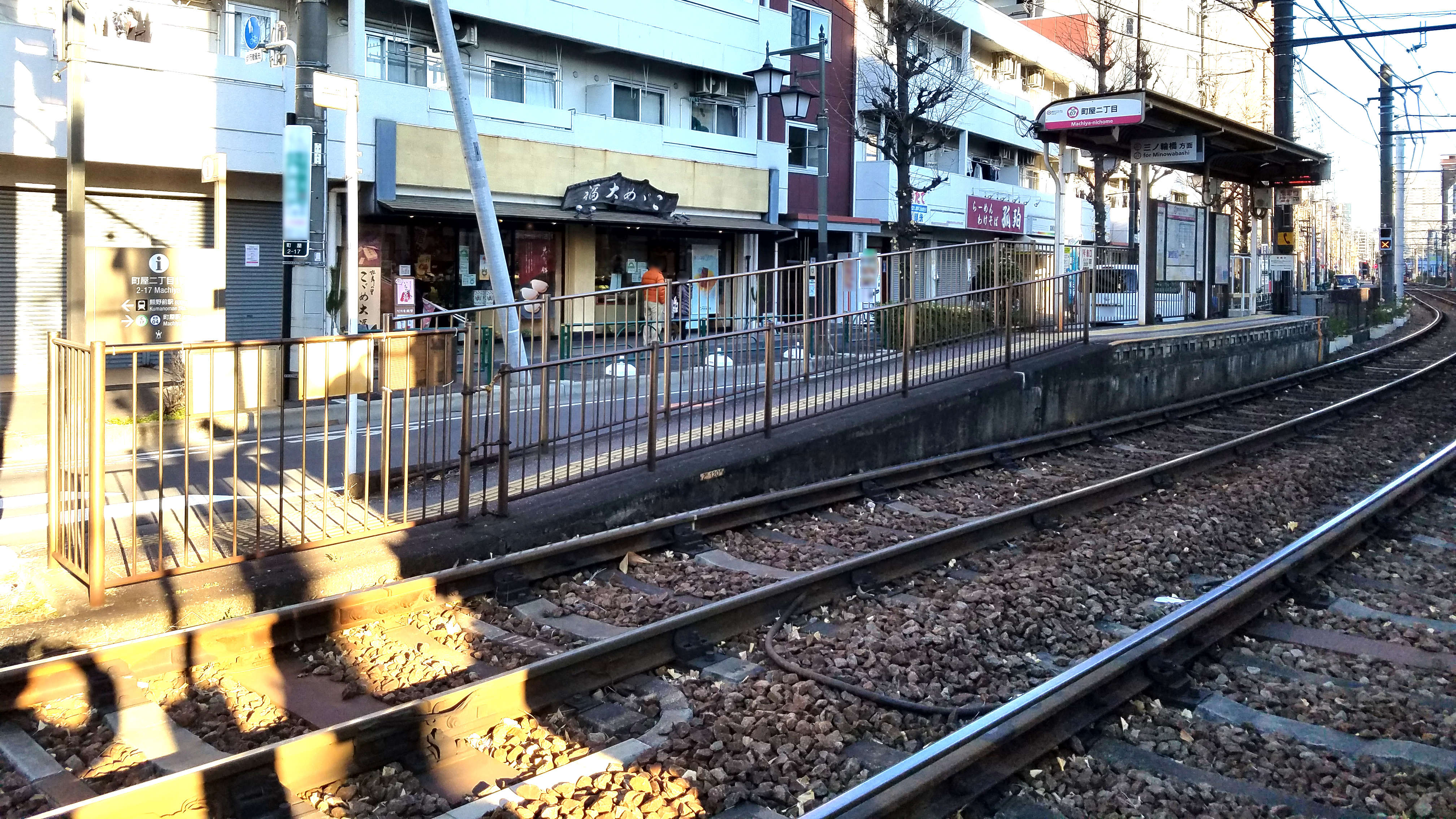
三ノ輪橋方面ホーム（2021年1月）
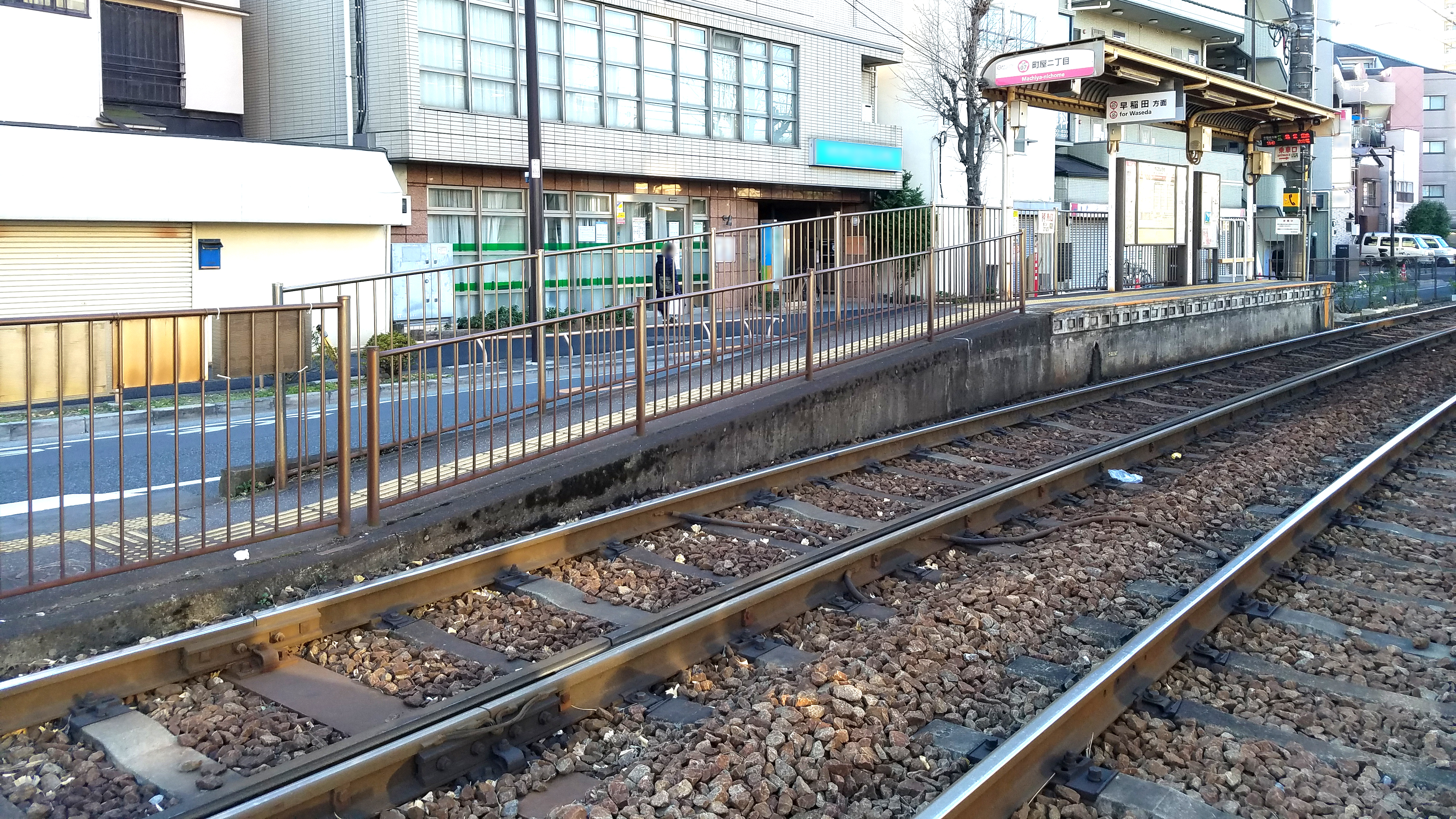
早稲田方面ホーム（2021年1月）

## 隣の停留場
東京都交通局
 都電荒川線（東京さくらトラム）
町屋駅前停留場 (SA 06) - 町屋二丁目停留場 (SA 07) - 東尾久三丁目停留場 (SA 08)